# プティト・テール諸島
プティト・テール諸島（プティト・テールしょとう、フランス語: Îles de la Petite Terre）はカリブ海はフランス領のグアドループの島である。行政上はラ・デジラードに属する。
テール・ド・バ島（Terre-de-Bas）とテール・ド・オー島（Terre-de-Haut）の2つの島からなる面積3.1km2の無人の礁で、国立公園になっている。テール・デ・バ島には灯台がある。